# Spojení paláců Louvre a Tuileries

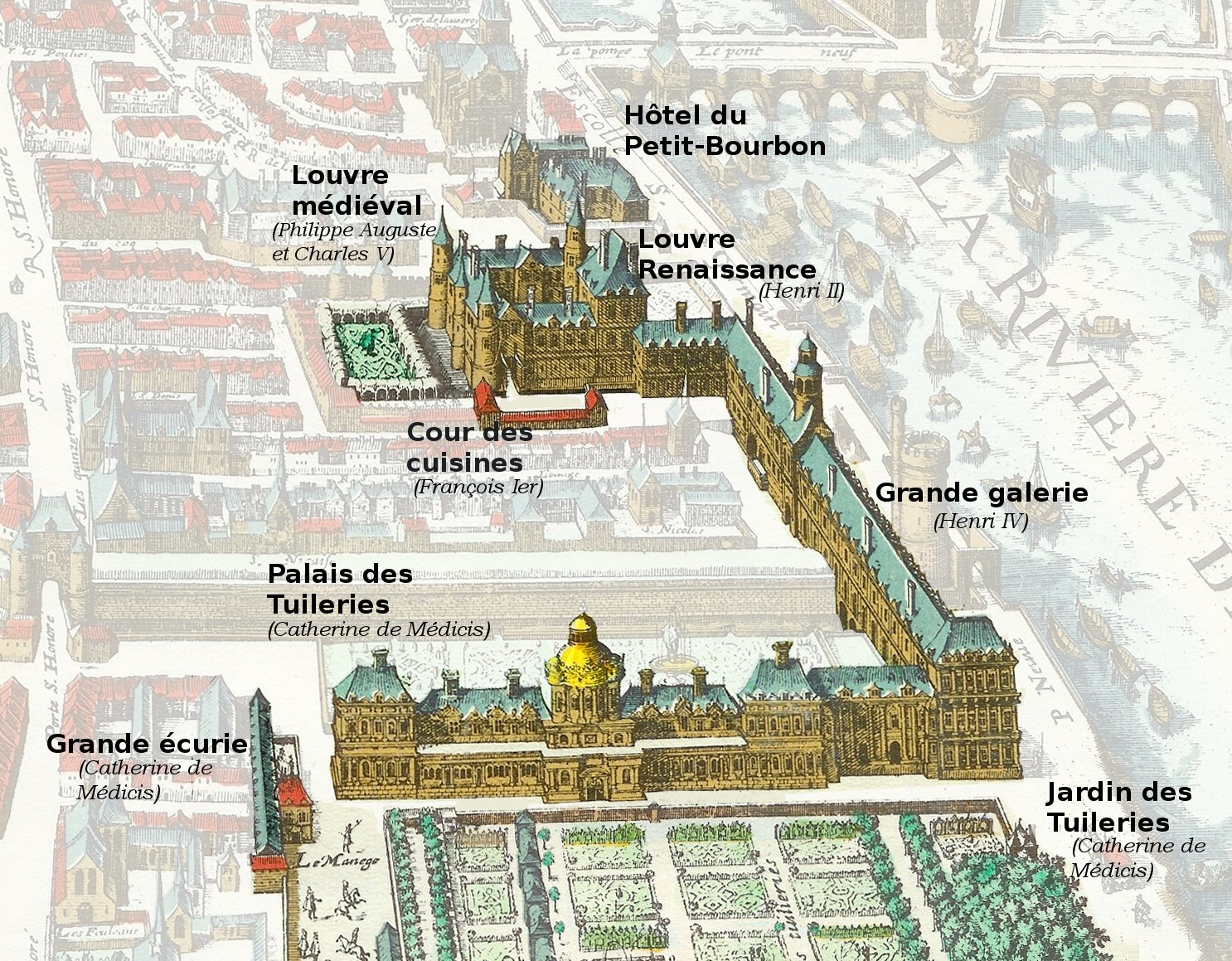
Louvre a Tuileries propojené Velkou galerií na plánu z roku 1615.

Spojení Louvru a Tuileries byl architektonický projekt, který spočíval ve spojení dvou protilehlých pařížských královských sídel Louvru a Tuileries do jednoho palácového komplexu. Tento projekt byl předmětem mnoha návrhů od panování Jindřicha IV. až po Napoleona III. Až posledně jmenovaný dovedl projekt v roce 1860 k realizaci, ovšem vypálení paláce Tuileries v roce 1871 během Pařížské komuny znamenalo, že toto spojení nemělo dlouhého trvání.

## Projekt Jindřicha IV.
Na počátku 17. století se Jindřich IV. rozhodl propojit palác Louvre s palácem Tuileries vybudováním dlouhé galerie podél Seiny, jejíž nákresy existovaly již několik let. Tuto tzv. Velkou galerii postavil architekt Louis Métezeau v letech 1595-1607 a na něj v letech 1607-1610 navázal Jacques II. Androuet du Cerceau.
Současně byl palác Tuileries rozšířen na jihu o křídlo, které mělo spojit Bullantův pavilon s novou galerií. Na průsečíku obou budov byl postaven pavillon de la Rivière (pavilon u řeky), v roce 1669 přejmenovaný na Pavillon de Flore. Palác Louvre a palác Tuileries byly od té doby propojeny galerií, ovšem netvořily ucelený palácový komplex.

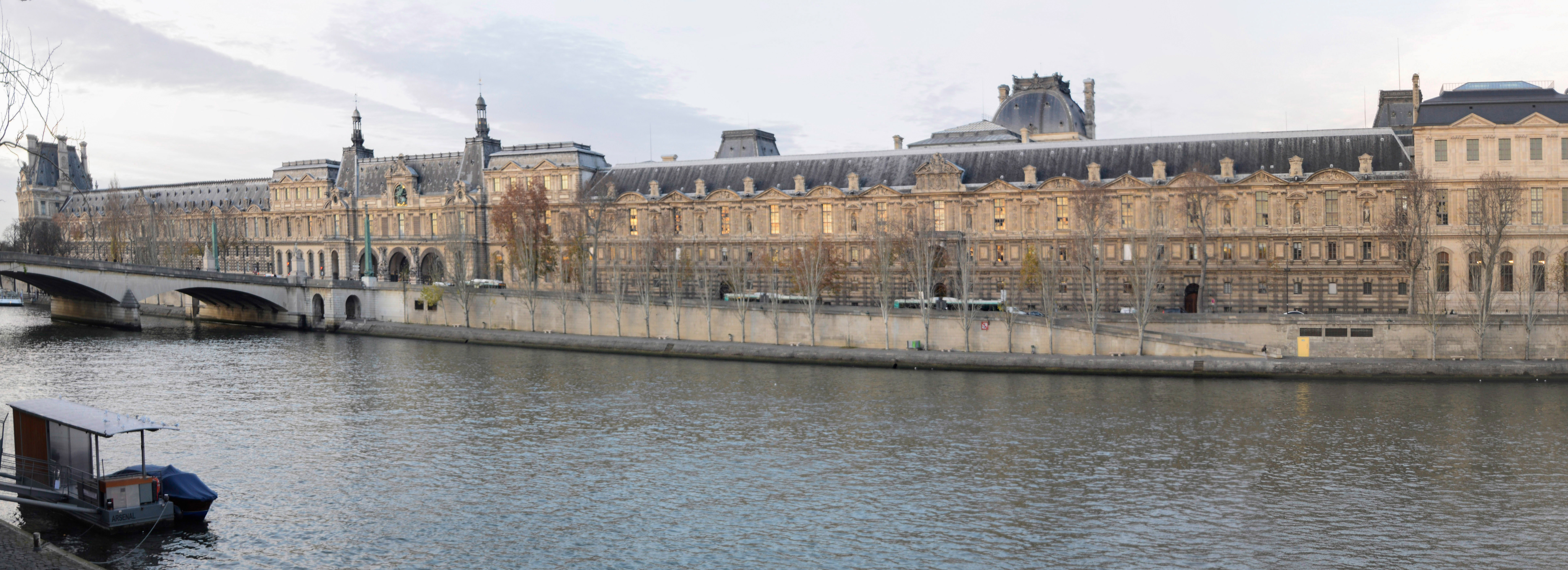
Celkový pohled na Grande galerie podél Quai François-Mitterrand.

## Projekty mezi Jindřichem IV. a Napoleonem III.
Mezi panováním Jindřicha IV. a Napoleona III. se objevilo mnoho návrhů významných architektů (např. Gian Lorenzo Bernini nebo François Mansart) na spojení obou paláců, které však nebyly realizovány. Za různých vlád a režimů byla tato otázka pokládána pravidelně a vyvolávala debaty.
Projekty navrhovaly zřízení velké promenády nebo řady nádvoří mezi Louvrem a Tuileries, což předpokládalo demolice v hustě osídlené čtvrti: panská sídla, kostely (Saint-Nicaise, Saint-Thomas-du-Louvre, Saint-Nicolas-du-Louvre, Saint-Louis-du-Louvre), nemocnice Quinze-Vingts aj.

### Houdinův projekt (1661)

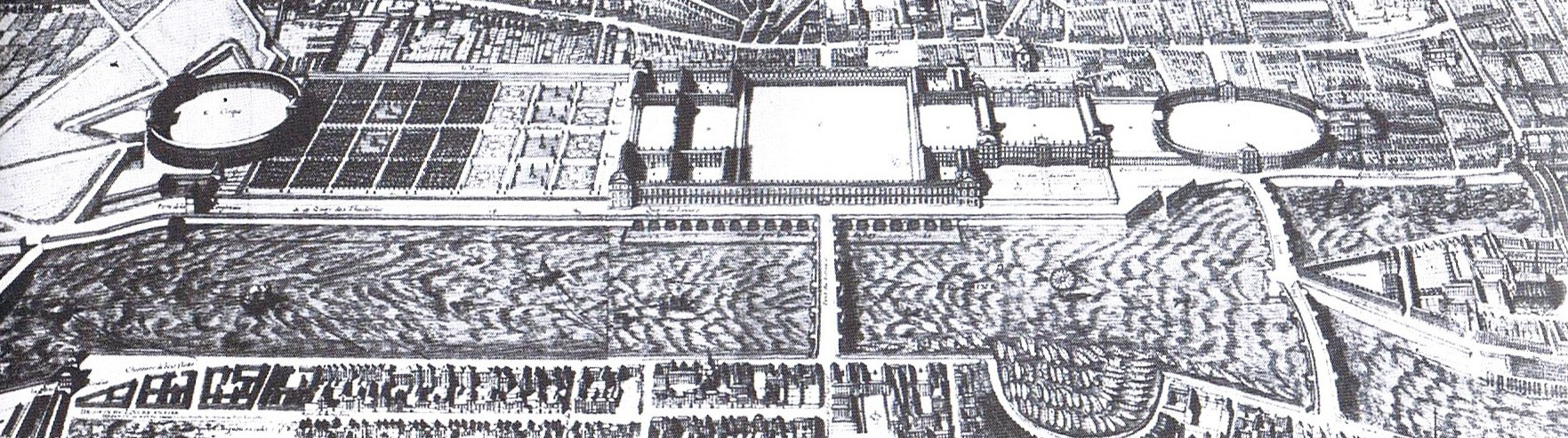
Plán Antoine-Léonora Houdina.

Antoine-Léonor Houdin navrhl v roce 1661 rozsáhlý plán na přestavbu Louvru, Tuileries a jejich okolí. Jeho součástí bylo:
- zbourat kostel Saint-Germain-l'Auxerrois za účelem jeho přestavby; průčelí nového kostela by vedlo na rozsáhlé kruhové náměstí větší než čtvercové nádvoří;
- postavit na místě Place de la Concorde cirkus, který by svými rozměry odpovídal kruhovému náměstí;
- srovnat se zemí centrální část paláce Tuileries a přestavět jej blíže k Louvru;
- vybudovat velkou galerii na severu spojující Louvre a Tuileries a odpovídající té na jihu u řeky;
- vybudovat mezi Louvrem a Tuileries rozsáhlé náměstí, na jehož východě a západě by vznikla čtvercové nádvoří vybudováním nových křídel Louvru a boční části Tuileries.

V projektu Antoine-Léonora Houdina obsahovaly rohové pavilony kruhový salonek, ve východním a západním křídle byl na severu umístěn Švýcarský sál a na jihu místnost pro stráže. Připojené severní a jižní křídlo obsahovalo reprezentační a obytné místnosti. Součástí měla být i kaple.

### Berniniho projekt (1665)

Berniniho projekt.

Na žádost ministra Colberta a Ludvíka XIV. architekt Gian Lorenzo Bernini předložil návrhy na dokončení Louvru a jeho spojení s Tuileries. Navrhl přestavět Louvre, připojit jej k Tuileries novou galerií na severu a mezi oběma paláci ponechat volný prostor. Jeho projekt, který neodpovídal francouzskému vkusu, byl krátce po položení základního kamene opuštěn ve prospěch projektu, který vypracovali Claude Perrault, Charles Le Brun a Louis Le Vau. Právě podle tohoto nového projektu byla postavena kolonáda Louvru (1667-1678).

### Antoinův projekt (1790)

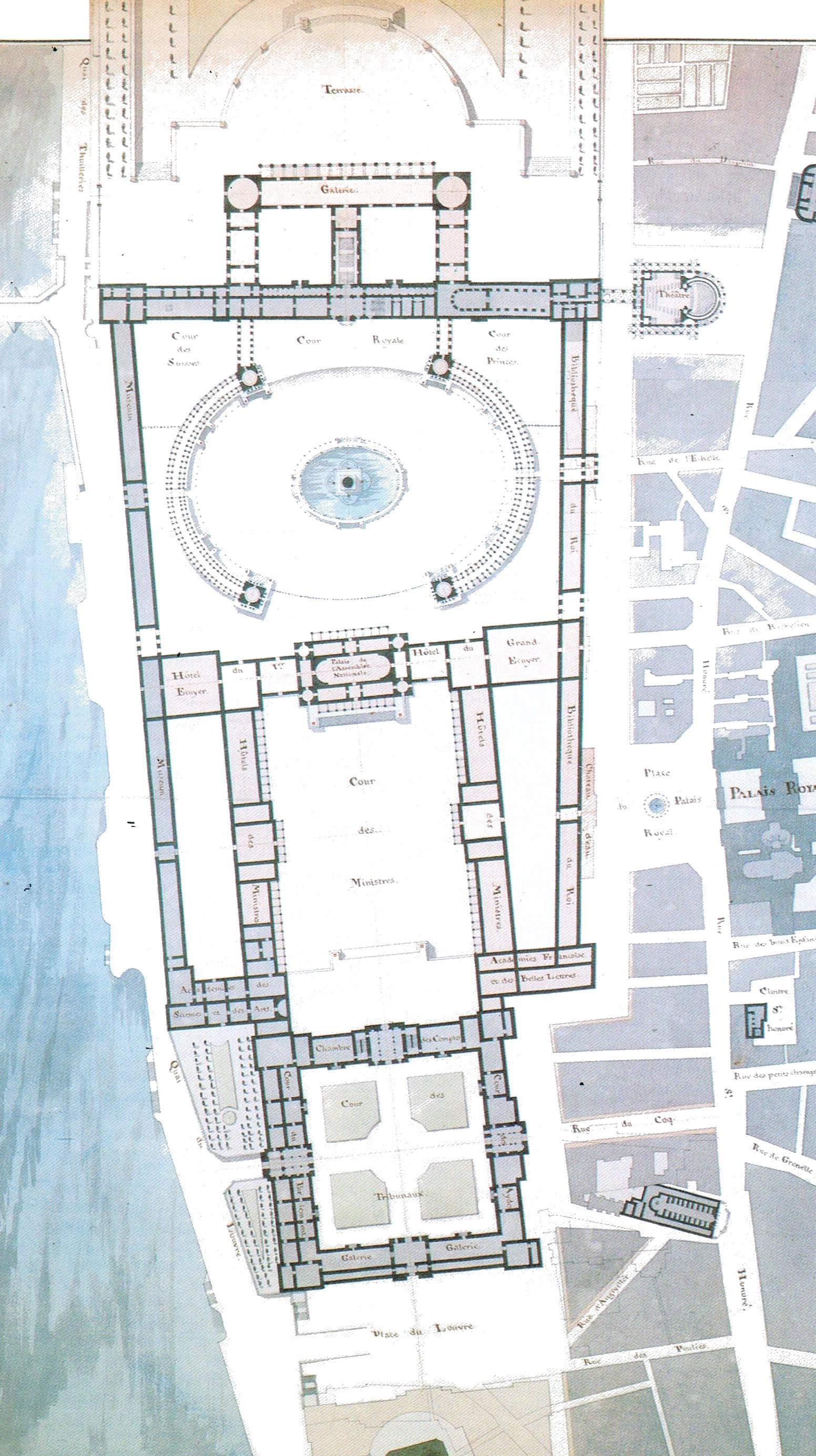
Návrh Denise Antoina.

V roce 1790 Denis Antoine, zkušený architekt ve službách krále, člen Akademie architektury od roku 1776, předložil projekt na propojení Louvru a Tuileries. Navrhl:
- přestavět Tuilerijský palác pro potřeby královské rodiny,
- přidat k tomuto paláci na straně rue Saint-Honoré budovu opery,
- postavit mezi Louvre a Tuileries třetí velkou budovu, Palais du Carrousel,
- vytvořit z velkého nádvoří před Tuileries náměstí stejně velké jako Svatopetrské náměstí v Římě, stejného tvaru a stejně zdobené galeriemi se čtyřmi řadami sloupů, které by poskytovaly krytou promenádu vedoucí k Tuilerijskému paláci. Uprostřed náměstí se měl tyčit pomník - sloup se sochou Ludvíka XVI. podobný Trajánově sloupu v Římě;
- tento sloup měl stát na skále uprostřed vodní plochy, která by připomínala fontánu na Piazza Navona;
- vytvořit další galerii mezi Louvrem a Tuileries a přidělit ji královské knihovně;
- umístit do Louvru soud;
- v budovách spojující oba paláce by sídlila ministerstva a Francouzská akademie.

### Waillyho projekt (1794)
Za Francouzské revoluce navrhl Charles de Wailly projekt sjednocení Louvru a Tuileries do nového komplexu pod názvem Národní palác (Palais National).
K Národnímu paláci se mělo vstupovat širokou ulicí přicházející přímou linií od Place de la Bastille a končící na náměstí poblíž Pont Neuf. Od náměstí s výhledem na Louvre by se vstupovalo na Cour carrée, který by obsahoval kruhový amfiteátr. Byla by postavena galerie spojující Louvre a Tuileries podobná galerii na nábřeží. Veškerý prostor mezi touto galerií a budovami v linii se vstupem do Palais-Royal by byl uvolněn, aby se u paláce vytvořilo velké náměstí.
Velké nádvoří paláce by obsahovalo další, mnohem větší amfiteátr. Uprostřed tohoto rozlehlého prostoru by byla postavena skupina skal proražená v obou směrech pro zachování průhledu, na jejímž vrcholu by bylo umístěno sousoší shromáždění zástupců lidu.

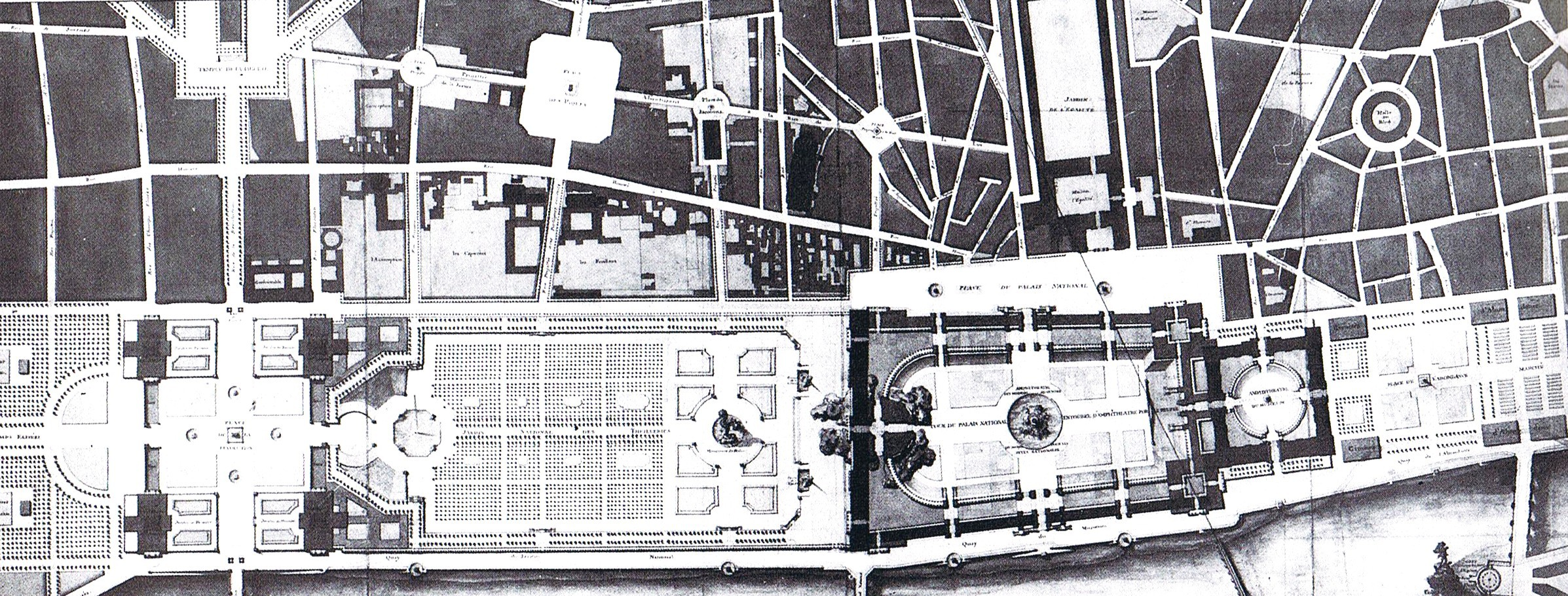
Waillyho projekt Národního paláce.

### Projekt Perciera a Fontaina (1806)
V roce 1806 Napoleon I. pověřil architekty Charlese Perciera a Pierra Fontaina, aby mu předložili plán na spojení obou paláců. V roce 1807, aby skryli rozdíl v osách mezi oběma budovami, navrhli vybudovat příčnou galerii mezi pavilonem Lesdiguières umístěným uprostřed nábřežní galerie a novým pavilonem postaveným na konci nové severní galerie.

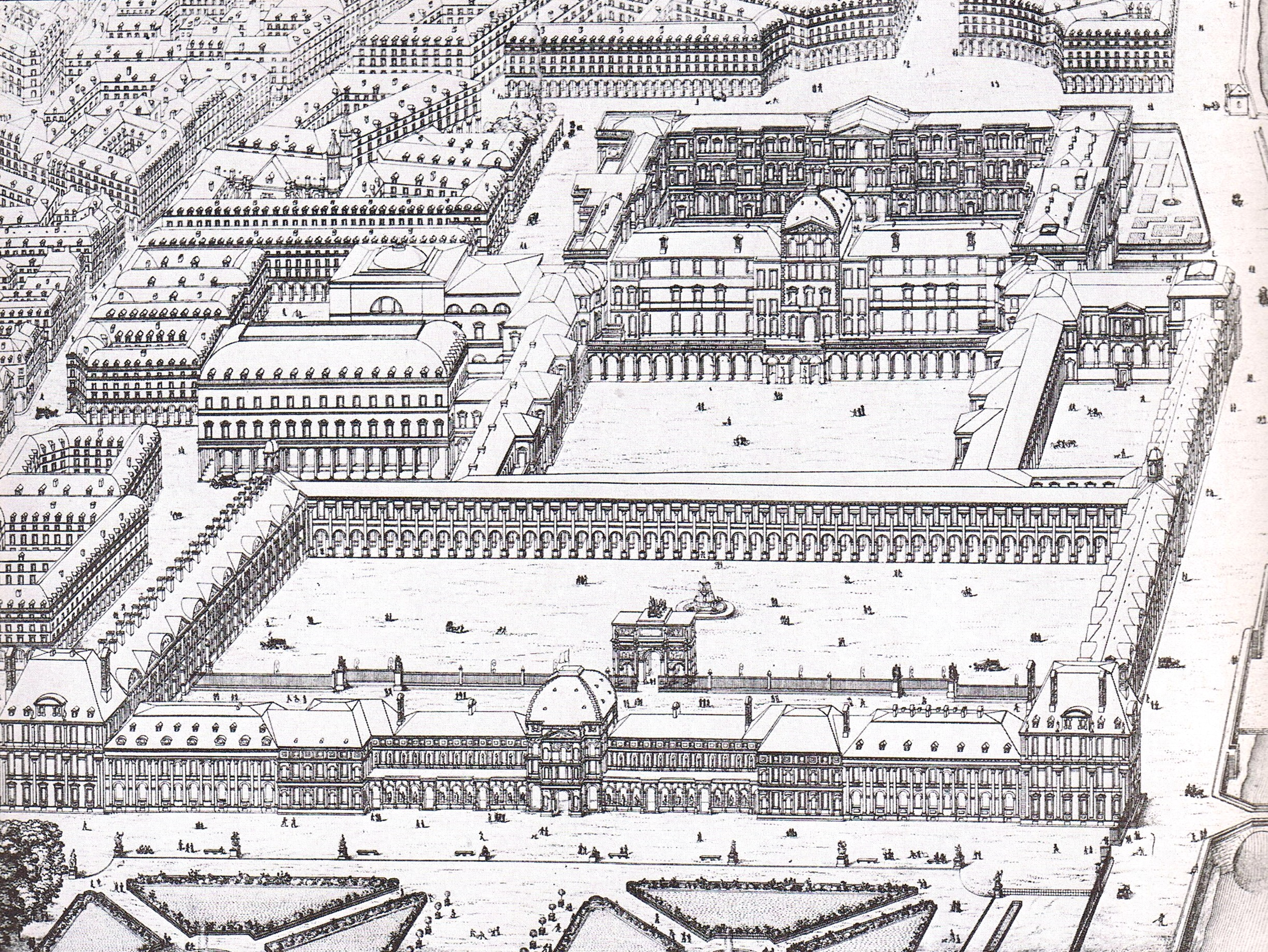
Projekt Perciera a Fontaina.

Navrhli strhnout kostel Saint-Germain-l'Auxerrois, aby vzniklo velké půlkruhové náměstí, jehož domy by odpovídaly výšce domů na rue de Rivoli. V ose tohoto náměstí se měla rýsovat třída mezi Louvrem a radnicí.
Císařská kaple s titulem svatého Napoleona by byla postavena na severu, nedaleko pavilonu Beauvais na Cour carrée. Byla by blízko k opeře, jejíž fasáda byla obrácená na Place du Palais-Royal. Oba architekti navrhli novou verzi svého projektu, tentokrát bez těchto dvou pravoúhlých staveb, aby rozšířili rue de Rivoli na východ.
Nakonec se Napoleon I. neodhodlal realizovat celý projekt, protože mu nepřipadal dostatečně monumentální.
Za Ludvíka-Philippa předložili oba architekti králi nový plán, který převzal myšlenky vyvinuté za Prvního císařství, který ale dále rozšířili. Navrhli spojit Palais Royal (dědičnou rezidenci rodu Orléans) s Louvrem a Tuileries a také vybudovat na zahradě před starou fasádou předělanou Louisem Le Vau, novou fasádu spojenou ústřední budovou.

### Projekt Ducampa de Bossy (1809)

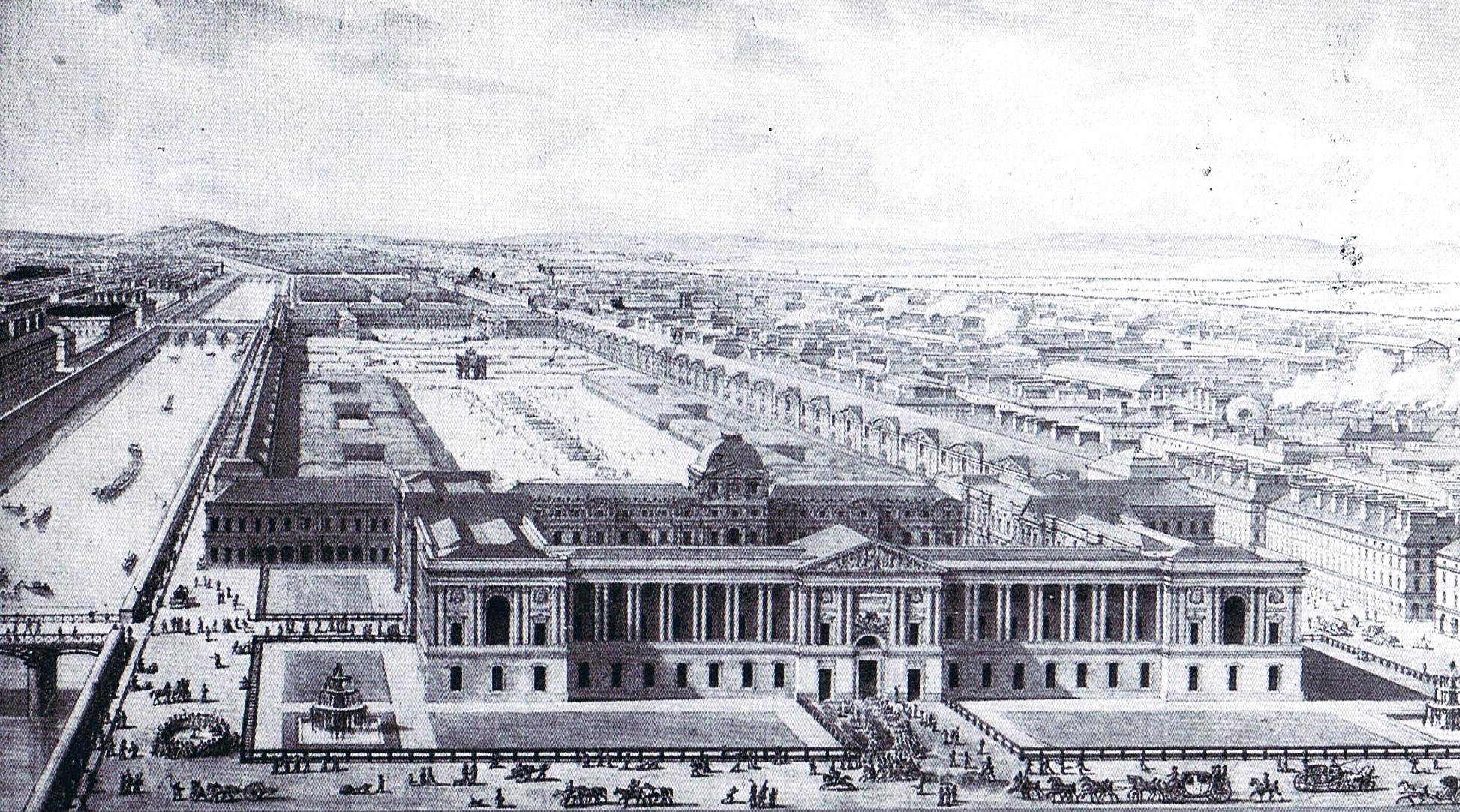
Pohled na propojené paláce podle Ducampa de Bossy.

Dne 11. února 1809 Ducamp de Bossy poslal císaři Napoleonovi plán projektu sjednocení Louvru a Tuileries. Návrh architekta byl zcela symetrický. Dvě hlavní budovy přistavěné před fasádu Tuileries měly působit monumentálně a vytvořit hlavní nádvoří a dvě boční nádvoří.
Architekt navrhoval:
- srovnat stranu Tuileries rovnoběžně s Louvrem;
- vytvořit veřejné promenády umístěné podél dvou galerií;
- přesunout Arc de Triomphe du Carrousel na východ;
- vytyčit boční průchody na sever a jih;
- přidat fontány a sochy do zahrad;
- vytvořit východo-západní osu na východ od kolonády starého Louvru.

### Projekt Brunet-Debainese (1835)
V roce 1835 architekt Charles-Louis-Fortuné Brunet-Debaines navrhl projekt spojit Louvre a Tuileries. Brunet de Baines usiloval o symetrii tím, že vytvořil projekt kolem linie spojující centrální pavilon Louvre s centrálním pavilonem Tuileries, aniž by vzal v úvahu jejich rozdíl v osách.
Brunet-Debaines plánoval zejména:

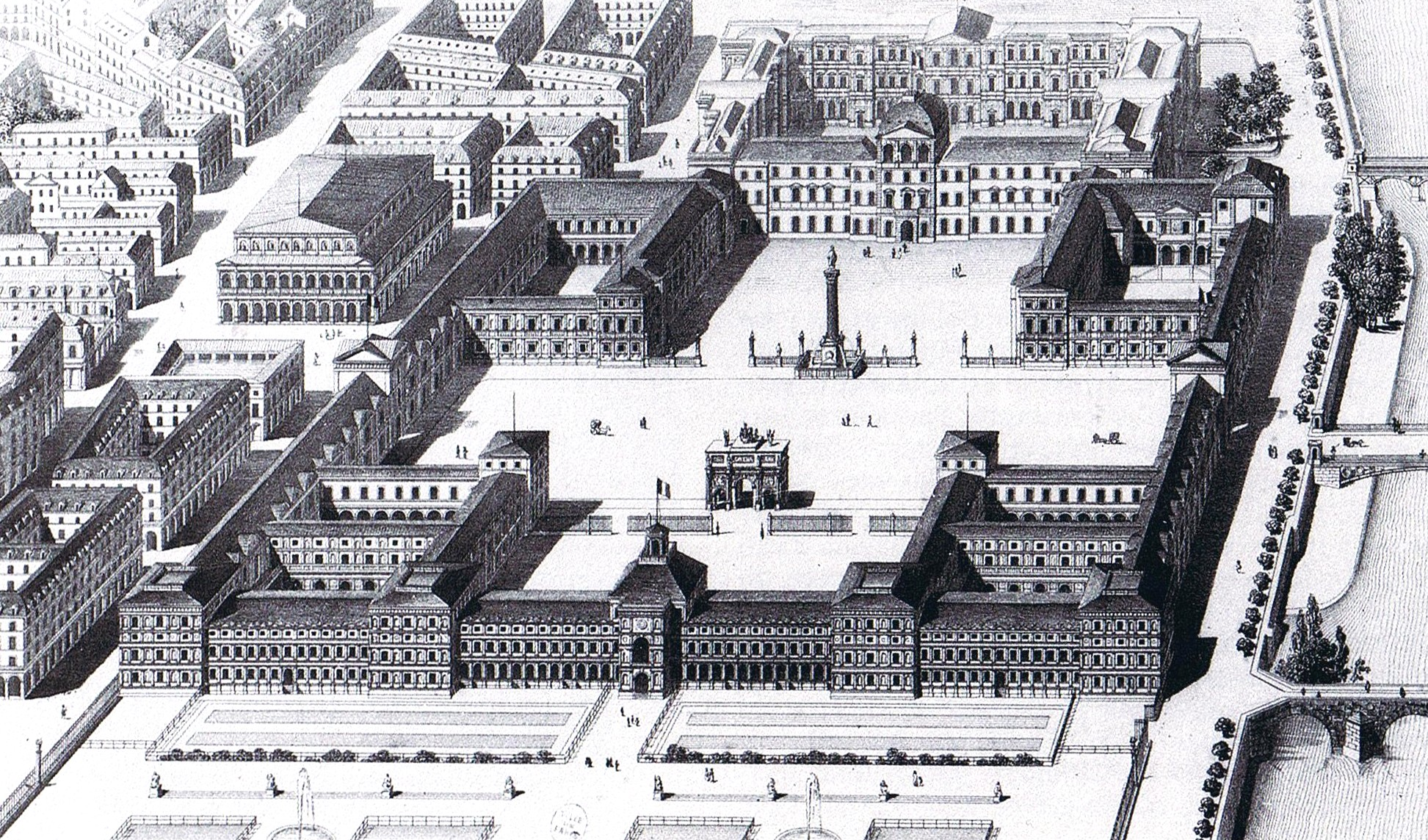
Pohled na propojené paláce podle Brunet-Debainese.

- zvýšit služby a přístavby pro královský dvůr výstavbou budov po obou stranách centrálního pavilonu Tuileries;
- vytvořit symetricky budovy s nádvořími po obou stranách centrálního pavilonu Louvru, budovy rámující nádvoří umění;
- upravit fasádu Tuileries, aby působila více homogenně;
- nechat mezi oběma paláci poměrně velké náměstí Place du Carrousel;
- umístit u vstupu na nádvoří umění bránu se sloupem a monumentální kašnu;
- přesunout Arc de Triomphe du Carrousel ke vstupu na hlavní nádvoří, ale ne na linii s Tuileries, ale na linii spojující centrální pavilony obou paláců;
- vytvořit nové půlkruhové náměstí s projektovanými ulicemi východně od Louvru, s kostelem Saint-Germain l'Auxerrois;
- rozšířit prodlouženou rue de Rivoli o vodárenskou věž a operu uzavírající kompozici Place du Palais-Royal.

### Badenierův projekt (1844)

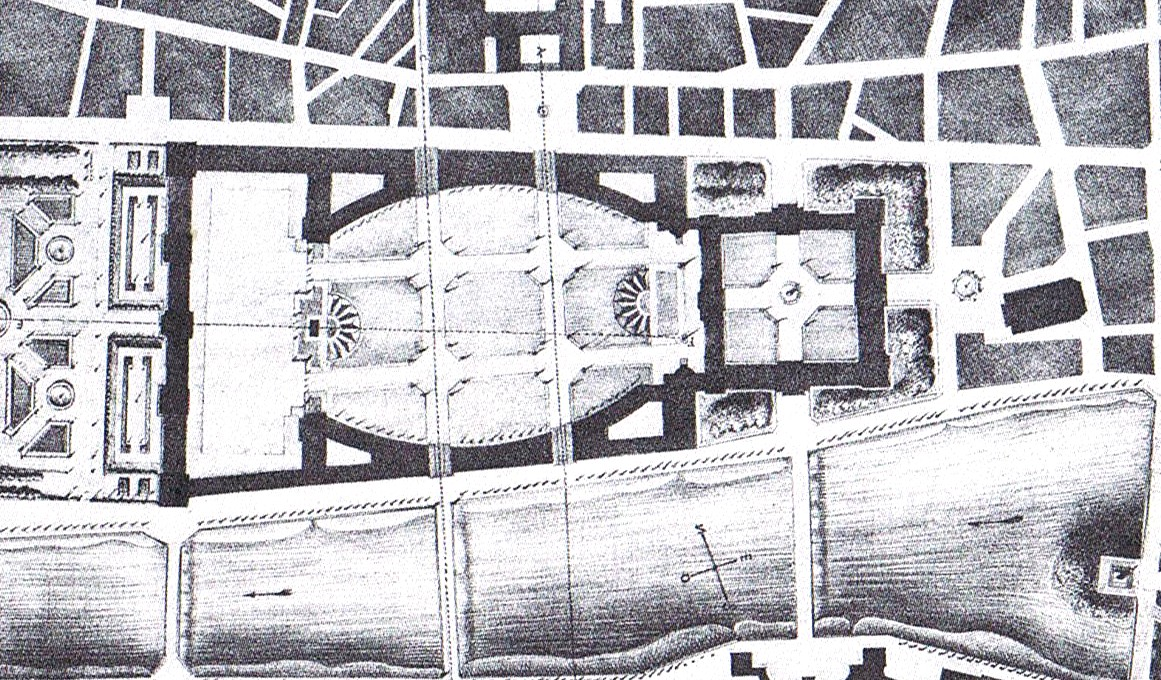
Celkový plán
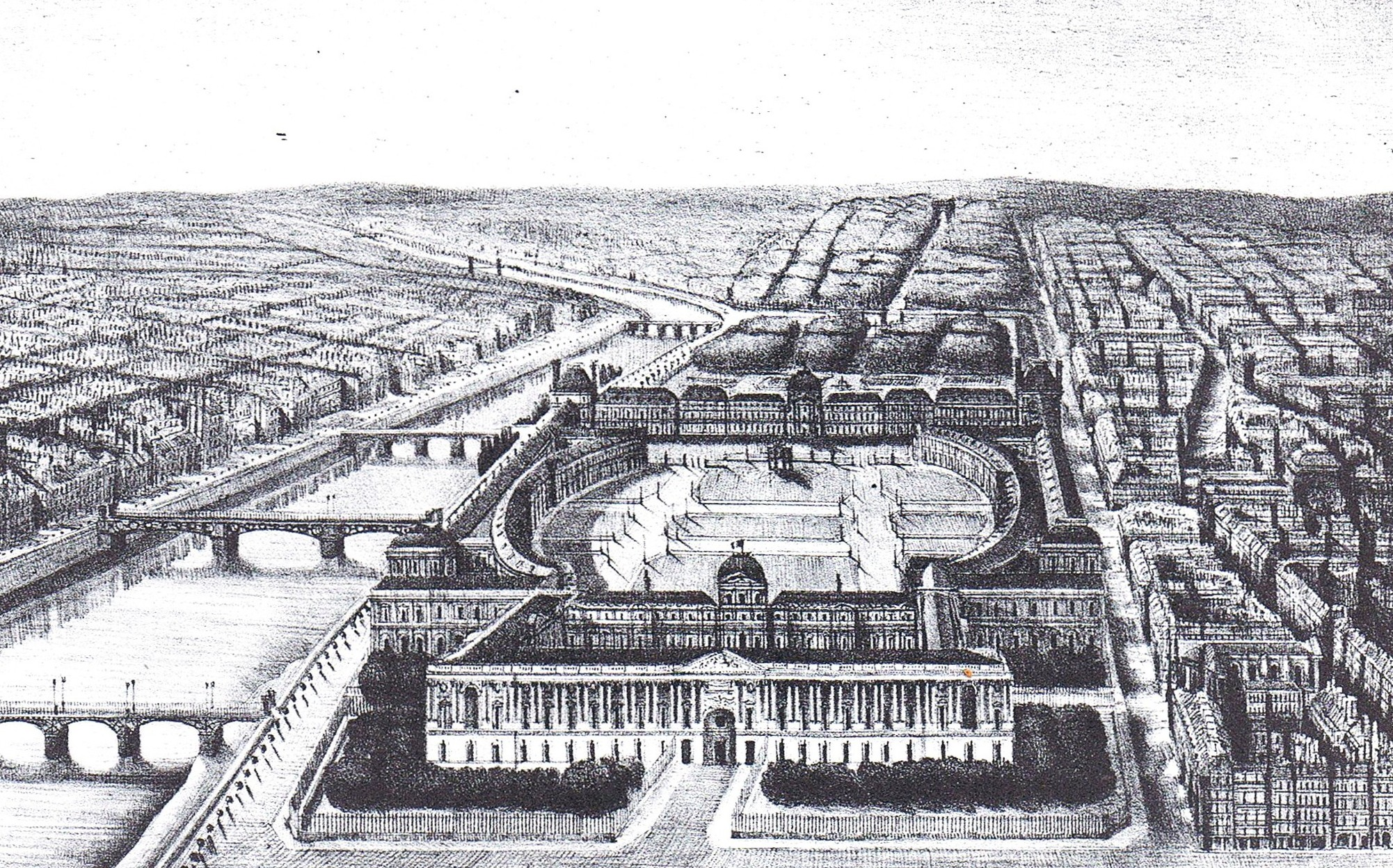
Pohled od východu
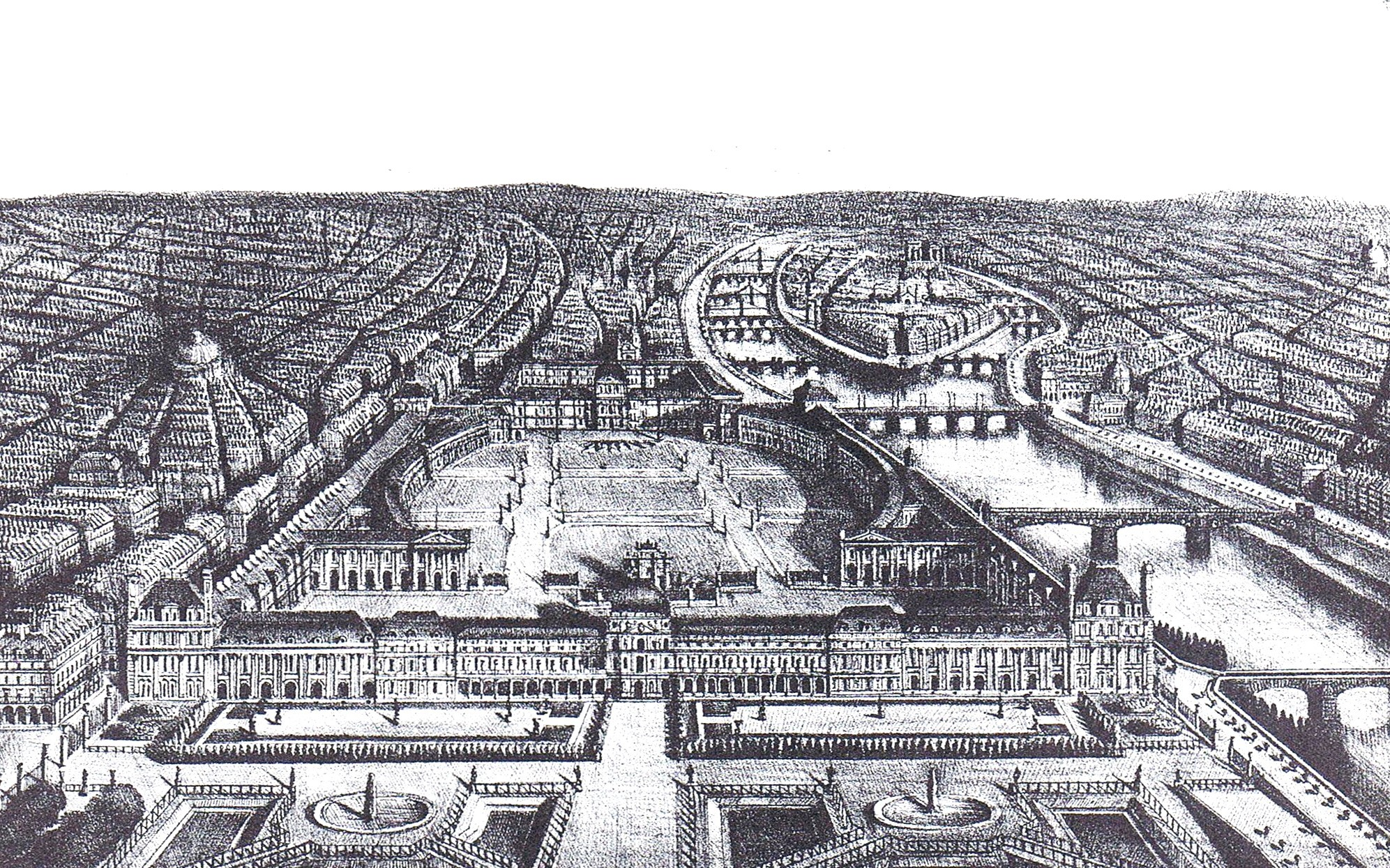
Pohled od západu

Alexandre-Louis Badenier (1793-1868) představil na třech výročních výstavách v letech 1844, 1845 a 1846 své studie pro spojení Louvru a Tuileries.

## Viscontiho realizovaný projekt

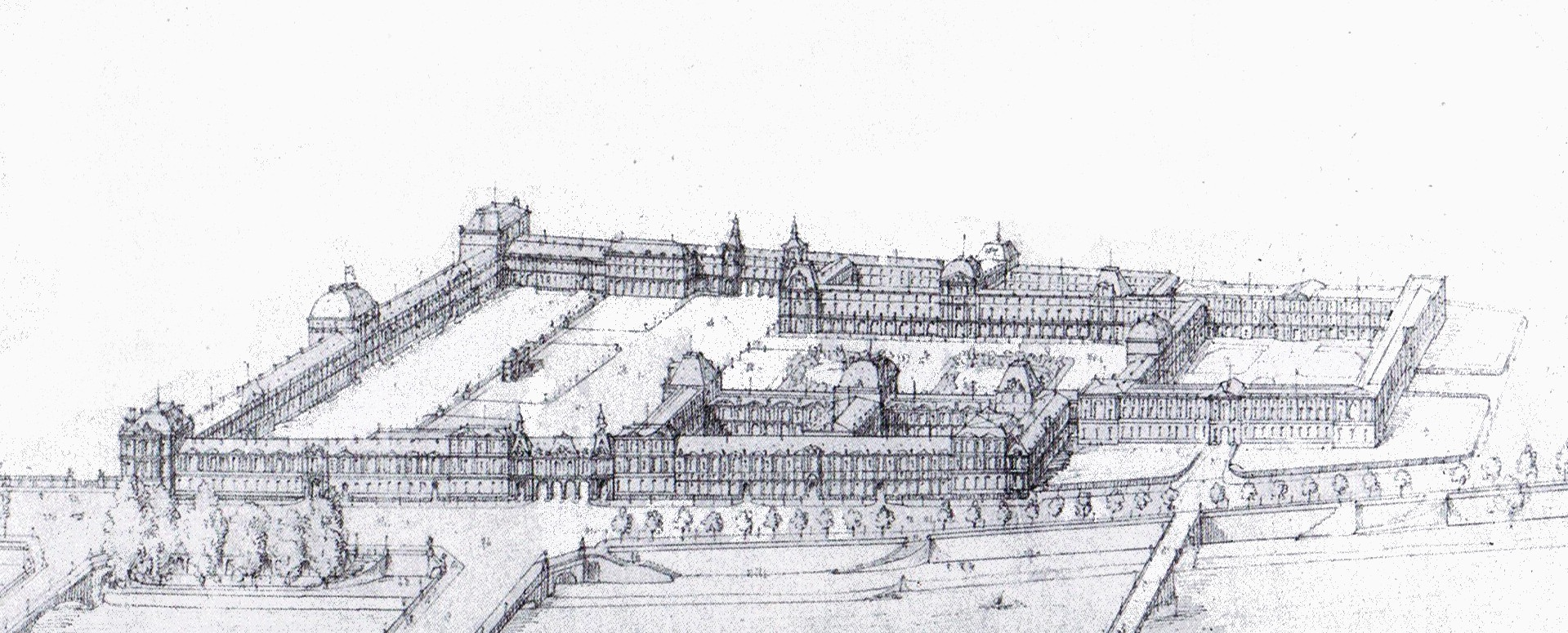
Viscontiho plán z větší části realizovaný.

Od roku 1848 prozatímní vláda zvažovala dokončení Louvru a jeho spojení s palácem Tuileries. Vypracováním projektu byl pověřen architekt Louis Visconti. Dne 12. prosince 1848 Národní shromáždění odhlasovalo úvěry nutné pro obnovu Louvru, ale odmítlo jakékoli nové přístavby.
Nástup Napoleona III. k moci po převratu 2. prosince 1851 oživil myšlenku znovusjednocení Tuileries s Louvrem a Visconti byl znovu osloven. V únoru 1852 navrhl nový projekt: na severu podél rue de Rivoli budou v budovách kasárna, ministerstvo zahraničí a knihovna Louvre; na jihu podél Seiny bude v budovách sídlit státní rada, konírny a přístavby, manéž a galerie pro malířské a sochařské sbírky muzea.
Velmi rychle bylo okolí Louvru a Tuileries vyčištěno a práce mohly začít s téměř 3000 dělníky. Dne 25. července 1852 byl položen základní kámen nového Louvru. Viscontiho náhlá smrt v prosinci 1853 práci nepřerušila. Dohled nad stavbou převzal Hector-Martin Lefuel, který byl v lednu 1855 oficiálně jmenován hlavním architektem stavby. Stavební práce byly dokončeny dne 14. srpna 1857. Práce na vnější výzdobě a vnitřním vybavení probíhaly od roku 1854 do roku 1862 a byly svěřeny nejuznávanějším umělcům té doby.
Tyto práce, stejně jako rozšíření sousedící rue de Rivoli znamenalo odstranění několika ulic.
Zatímco některé vnitřní výzdoby zmizely při požáru v roce 1871, jako například výzdoba nové knihovny v Louvru, jiné, přepychové, jako například výzdoby státního ministerstva (v současnosti známé jako apartmány Napoleona III.). Vnější výzdoba reflektovala slávu Druhého císařství. Mezi množstvím alegorických postav (Mír, Vítězství, Síla, Pořádek, Hojnost atd.) je na fasádách, zejména kolem nádvoří umístěno mnoho soch slavných mužů (spisovatelů, umělců, filozofů, učenců, politiků atd.). Zastoupena jsou také umění, vědy, řemesla a nové techniky. Sám Napoleon III. je zobrazen sochařem Pierrem Charlesem Simartem uprostřed frontonu na pavilonu Denon.
Napoleon III. tak dokončil stavbu iniciovanou Jindřichem IV. a částečně realizovanou Napoleonem. Palác Tuileries a palác Louvre tak poprvé tvořily jeden celek, největší svého druhu v Evropě.

## Projekt obnovy spojení Louvru a Tuileries
Od zničení Palais des Tuileries v roce 1781 byla myšlenka na rekonstrukci palácového komplexu Louvre a Tuileries několikrát předložena. Zejména za třetí republiky, ale i za páté zvažovalo několik vlád rekonstrukci paláce.

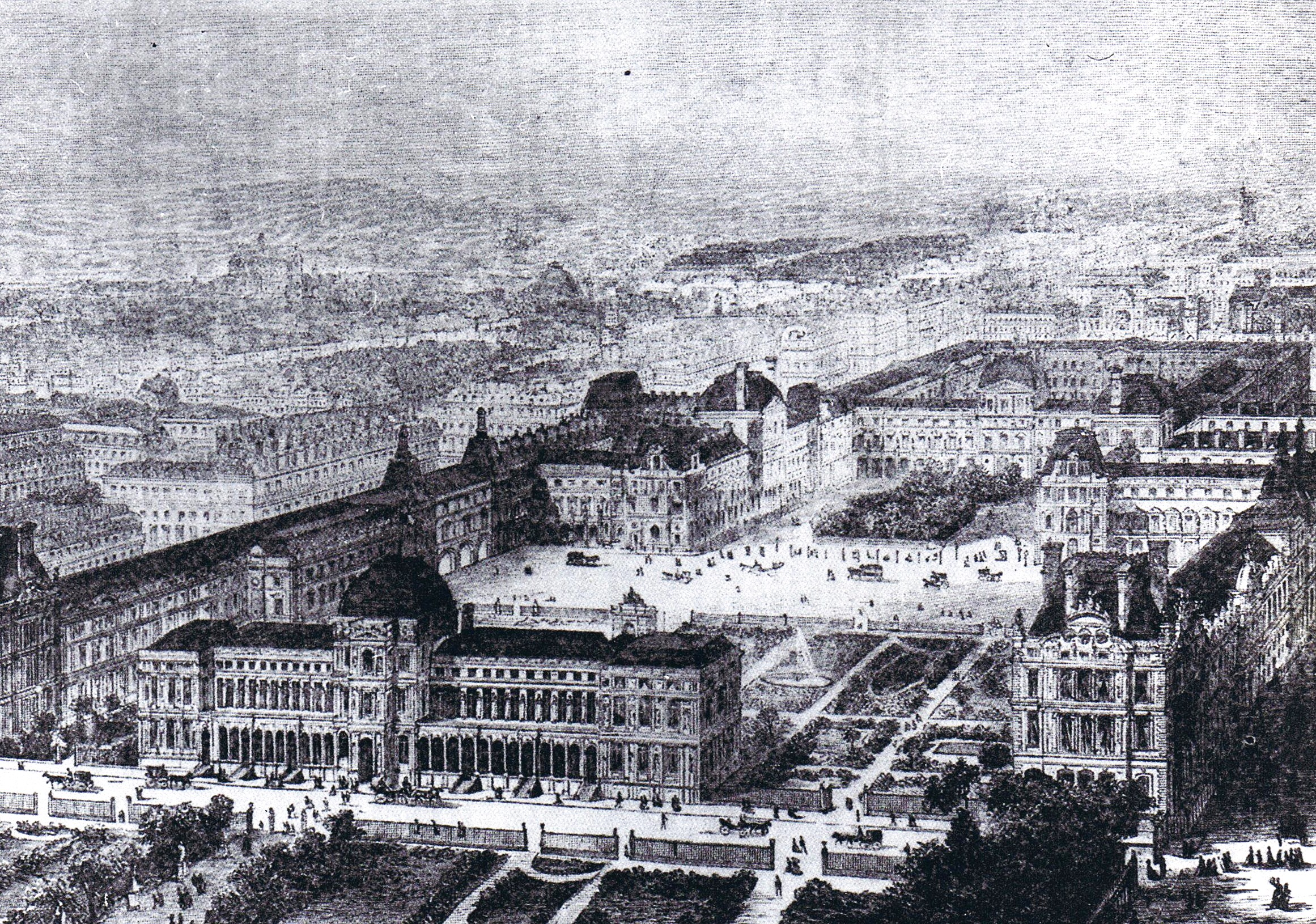
Plán dostavby Tuilerijského paláce z roku 1877.

- V roce 1878 předložil Charles de Freycinet, ministr veřejných prací, v Poslanecké sněmovně návrh zákona týkající se přestavby centrálního pavilonu Tuileries, přidělení této budovy muzeu moderního umění a zřízení zahrady na cour du Carrousel.
- V roce 1882 podpořil přestavbu paláce Jules Ferry, ministr veřejného vyučování a výtvarných umění a pověřil Charlese Garniera promyšlením tohoto projektu.
- V roce 1958, když byl znovu u moci generál de Gaulle, chtěl opustit Elysejský palác a plánoval přistoupit k obnově paláce Tuileries a učinit z něj rezidenci prezidenta republiky. Dal pokyn architektovi Henrymu Bernardovi, aby se nad tímto projektem zamyslel.

Od roku 2002 vede Národní výbor pro rekonstrukci Tuilerijského paláce kampaň za identickou rekonstrukci Tuilerijského paláce s finančními prostředky od soukromých společností.